# 1824 au Canada
Pour un article plus général, voir Chronologie du Canada.
Cet article traite des événements qui se sont produits durant l'année 1824 au Canada.

## Événements

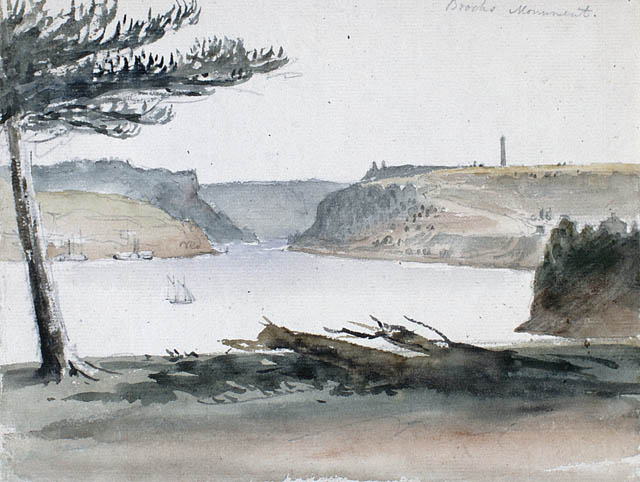
Premier monument de Brock à Queenston Heights

- 17 mars : premier défilé de la Fête de la Saint-Patrick à Montréal par la communauté irlandaise[1].
- 18 mai : première édition du journal du Haut-Canada The Colonial Advocate fondé par William Lyon Mackenzie.
- 7 juin : Francis Nathaniel Burton devient lieutenant-gouverneur du Bas-Canada en l'absence du gouverneur Dalhousie.
- 28 août : Howard Douglas devient lieutenant-gouverneur du Nouveau-Bunswick.
- 13 octobre : inauguration du premier Monument Brock près de Niagara-on-the-Lake commémorant le courage de Isaac Brock lors de la Guerre de 1812.
- 30 novembre : début de la construction du Canal Welland devant relier le Lac Ontario au Lac Érié.
- Construction de quais au Port de Trois-Rivières.

### Exploration de l'Arctique
- William Edward Parry effectue sa troisième expédition dans l'Arctique. Il rencontre des conditions de navigation difficile. Il passe au nord de l'Île de Baffin et va hiverner à la Crique du Prince Regent.

## Naissances
- 4 janvier : Peter Mitchell, homme politique.
- 11 janvier : Charles-Frédéric-Adolphe Bertrand, homme d'affaires et homme politique.
- 8 mars : Jean Langlois, homme politique.
- 12 mars : Arthur Hill Gillmor, homme politique.
- 14 mars : John Robson, premier ministre de la Colombie-Britannique.
- 1 avril : Louis-Zéphirin Moreau, évêque de Saint-Hyacinthe. (º 24 mai 1901)
- 27 avril : John Pickard, homme politique.
- 4 août : Antoine Gérin-Lajoie, poète et romancier.
- 28 septembre : Alfred Gilpin Jones, lieutenant-gouverneur de la Nouvelle-Écosse.
- 18 novembre : John Bolton, homme politique.
- 24 novembre : William Hoste Webb, homme politique.
- 15 décembre : Bernard Devlin, journaliste et homme politique.
- 20 décembre : Archibald Woodbury McLelan, lieutenant-gouverneur de la Nouvelle-Écosse.
- 25 décembre : Thomas McIlwraith, ornithologue.
- 28 décembre : Charles Gérin-Lajoie, homme d'affaires et homme politique.
- 29 décembre : Louis Delorme, homme politique.

## Décès

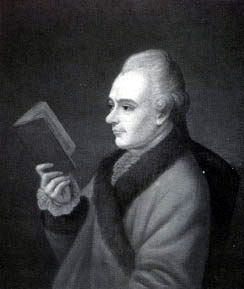
Joseph Frederick Wallet DesBarres

- 9 février : Ward Chipman, avocat et lieutenant-gouverneur du Nouveau-Brunswick.
- 4 avril : Alexander Henry, explorateur et marchand de fourrure.
- 19 mai : Francis Maseres, procureur de la Province de Québec.
- 10 juin : Charles Robin, Homme d'affaires en pêche et juge.
- 27 octobre : Joseph Frederick Wallet Desbarres, militaire, cartographe et gouverneur.
- 19 décembre : Otho Robichaud, marchand.